# Nardusörtssläktet
Nardusörtssläktet, Nardostachys är ett släkte av familjen vänderotsväxter med två arter i de centrala delarna av Himalaja.
De är fleråriga örter med kort, tjock rotstock, lansettlika, helbräddade blad och röda blommor. Av den 4–10 centimeter långa aromatiska bittert kryddrika rotstocken hos Nardostachys jatamansi bereds sedan gammalt en välluktande drog, indisk nardus använd dels för framställning av nardussalva och nardusolja, samt som beståndsdel i teriak.
Enligt Nya testamentets evangelium enligt Johannes tog Maria från Betania ett skålpund smörjelse av dyrbar äkta nardus och smorde därmed Jesu fötter.